# Белый город (Астрахань)
Бе́лый го́род — один из исторических районов Астрахани, занимает самую центральную часть города и включает в себя территорию Астраханского кремля. Расположен на безымянном искусственном острове, ограниченном Волгой, Кутумом, Царёвом и Каналом имени Варвация, в Кировском административном районе города между Косой и Большими Исадами. Точные границы района проходят по ул. Ленина № 1-27/ул. Михаила Аладьина № 6-12/ул. Октябрьская № 2 и 1-15/ул. Эспланадная № 2-38.
С 1993 года исторический район имеет статус охраняемого памятника градостроительства регионального значения.
Название исторического района используется расположенными на его территории организациями. Так, например, на Ахматовской улице до недавнего времени работал продуктовый магазин «Белый город». Это название также встречается в оформлении мусорных корзин на центральных улицах города.

## Застройка
Основу исторической застройки района составляют малоэтажные здания дореволюционного периода, среди них значительное количество памятников архитектуры. В отличие от других исторических слобод Белый город преимущественно застроен каменными, а не деревянными домами.